# Mancomunidad Vitigudino
La mancomunidad de Vitigudino es una agrupación administrativa de municipios en la provincia de Salamanca, Castilla y León, España.

## Municipios
- Ahigal de Villarino
- Barceo (Anejo: Barceíno)
- Bogajo
- Brincones
- Cipérez (Anejos: Castillejo de Evans, Gansinos, Grandes, Huelmos, La Moralita, San Cristóbal de los Mochuelos y San Cristobalejo)
- El Cubo de Don Sancho (Anejos: El Conejal, Cuarto del Pino, Ituero de Huebra, Rollanejo y Villoria de Buenamadre)
- Espadaña (Anejos: Becerril y Pedernal)
- Iruelos
- Moronta (Anejo: Escuernasvacas)
- Peralejos de Abajo
- Peralejos de Arriba (Anejo: Gomeciego)
- Pozos de Hinojo (Anejos: El Cuartón, Ituerino, Traguntía y El Palancar)
- Puertas
- Sanchón de la Ribera (Anejo: El Carrasco)
- Valsalabroso (Anejo: Las Uces)
- Villar de Samaniego (Anejo: Robledo Hermoso)
- Villarmuerto (Anejo: Villargordo)
- Villavieja de Yeltes
- Yecla de Yeltes (Anejo: Gema de Yeltes)